# Stenia
Stenia Lindley 1837 es un género con 22 especies de orquídeas epífitas simpodiales.  Se distribuyen en las zonas tropicales de Centroamérica y Suramérica.

## Descripción
Todas las especies de este género son epífitas con un desarrollo simpodial. Este género tiene como característica la apariencia de las planta con las hojas dispuestas en abanico (brácteas foliales imbricadas y un tallo floral corto). Las hojas tiene un tamaño de 10 a 15 cm dispuestas apretadamente. No tienen pseudobulbos.
Las flores de color crema tienen unas suaves fragancias y se desarrollan horizontalmente desde la axila de las hojas. Las inflorescencias pueden ser erectas o rastreras, con una sola flor de tamaño medio que tiene los sépalos y los pétalos iguales y erguidos con un labelo con forma de zapato que es cóncavo, con una cresta serrada en el disco, y continúa con un pie de columna más o menos largo que lleva 4 polinia alargados en dos pares desiguales, conectados a un estípite corto.

## Distribución
Se distribuyen en las zonas tropicales de Centroamérica y Suramérica en las faldas de las montañas. Hasta la década de los 90 en el siglo XX, tenía este género unas 8 especies, desde entonces se han descubierto nuevas especies, las últimas en el 2000 y en el 2001.

## Hábitat
Se desarrollan en las selvas cerradas de Centroamérica, Trinidad, y Suramérica. Se encuentran como epífitas sobre arbustos, en cítricos abandonados, y sobre árboles del coco.

## Cultivo
Las especies de Stenia se desarrollan bien en una mezcla 3:1 de corteza de pino de grano fino y musgo sphagnum, en condiciones intermedias de temperatura.

## Etimología
El nombre stenia proviene del griego "stenos" que significa "estrecho", en referencia a las polinias que son alargadas y estrechas, característico de las especies de este género.

## Especies
Especie tipo : Stenia pallida Lindl. (1991)
- Stenia angustilabia D.E.Benn. & Christenson (1998)
- Stenia aurorae D.E. Benn. & Christenson (1998)
- Stenia bismarckii Dodson & D.E. Benn. (1989)
- Stenia calceolaris (Garay) Dodson & D.E.Benn. (1989)
- Stenia bohnkianus V.P. Castro & G.F. Carr (2004)
- Stenia christensonii D.E. Benn. (1998)
- Stenia dodsoniana Pupulin (2007)
- Stenia falcata (Ackerman) Dressler (2004)
- Stenia glatzii Neudecker & G. Gerlach (2000)
- Stenia guttata Rchb.f. (1880)
- Stenia jarae D.E .Benn. (1992)
- Stenia lillianae Jenny ex D.E.Benn. & Christenson (1994)
- Stenia luerorum D.E. Benn. & Christenson (1998)
- Stenia nataliana R. Vásquez & Nowicki & R. Müll. (2001)
- Stenia pallida Lindl. (1837)
- Stenia pastorellii D.E. Benn. (1992)
- Stenia pustulosa D.E. Benn. & Christenson (1994)
- Stenia saccata Garay (1969
- Stenia stenioides (Garay) Dodson & R. Escobar (1993)
- Stenia uribei P.Ortiz (2004)
- Stenia vasquezii Dodson (1989)
- Stenia wendiae D.E.Benn. & Christenson (1994)